# 莫三比克內戰
莫桑比克内战开始于1977年，即莫桑比克独立战争后2年。和安哥拉内战相似，莫桑比克内战同为国家从葡萄牙的殖民结束获得独立后发生，均属于冷战的一部分。执政党莫桑比克解放阵线和政府军从1977年开始与莫桑比克全国抵抗发生激烈对抗，后者获得了当时由白人统治的罗得西亚以及实行种族隔离制度的南非的资助。大约有100万人死于战争和饥荒，500万人被迫流离失所，战争中的地雷导致大量截肢者并在内战结束后继续困扰莫桑比克20余年。内战于1992年结束，该国于1994年开始多党制选举。但是在战争结束后的2013年起，莫桑比克全国抵抗内部的叛变组织又展开暴力活动，并造成人员伤亡。